# Carlotta Films
Pour les articles homonymes, voir Carlotta.
Carlotta Films est une société française de distribution de films et d'édition fondée en 1998 par Vincent Paul-Boncour et Jean-Pierre Gardelli.
Carlotta Films, société de distribution de films en salles et d'édition de supports vidéo (DVD, Blu-ray...) et de livres, a été créée en 1998 dans le but de valoriser le cinéma dit de patrimoine. L’objectif était, et demeure, de sortir en salles des films anciens en copies neuves et restaurées pour que le public puisse les (re)découvrir dans les meilleures conditions, tout en créant une nouvelle identité visuelle pour chaque film (affiche, bande-annonce…).
Afin d’approfondir son travail, Carlotta Films s’est dotée d’un pôle édition DVD en 2002 avec pour ambition de proposer des films inédits en DVD (et, depuis 2008, également en Blu-ray) dans des éditions de haute qualité en termes de bonus et de packaging.
En avril 2010, Carlotta Films inaugure son site d’information et de vidéo à la demande, pour prolonger sa politique éditoriale avec les moyens de diffusion les plus récents.
Au fur et à mesure, Carlotta Films a développé son catalogue de films dans lequel se distinguent les constituantes majeures de l’identité de la société : les cinémas américain, japonais, italien et jeune public. De Billy Wilder à Pasolini, d’Ozu à Fassbinder et Carlos Saura, en passant par des trésors du cinéma muet, la richesse et l’originalité de son catalogue ont largement contribué à faire de Carlotta Films une référence dans son domaine.

## Histoire
Depuis la ressortie de La Mort aux trousses d’Alfred Hitchcock (premier film distribué par Carlotta), la société travaille à la sortie en salles et en copies neuves de grands classiques du cinéma.
En 2002, Carlotta Films inaugure son pôle édition DVD avec la sortie de Salò ou les 120 journées de Sodome, de Pier Paolo Pasolini. Suivent plus de 200 titres accompagnés d’un travail de création autour des bonus en collaboration avec Allerton Films.
Carlotta Films est adhérent du Syndicat des distributeurs indépendants.
En 2020, Carlotta signe L'Appel des 50, une tribune visant à alerter l'état français sur la situation préoccupante du support physique. Pour défendre l'édition vidéo DVD, Blu-ray et Ultra HD, cinquante sociétés participent à la tribune parmi lesquelles BAC, Condor Entertainment, Le Chat qui fume ou Koba.

## Titres représentatifs
- Salò ou les 120 jours de Sodome de Pier Paolo Pasolini
- L'Aurore de Friedrich Wilhelm Murnau
- Phantom of the Paradise de Brian De Palma
- Le Temps des Gitans d'Emir Kusturica
- Cría cuervos de Carlos Saura
- Sympathy for the Devil de Jean-Luc Godard
- Le Mépris de Jean-Luc Godard
- Assurance sur la mort de Billy Wilder
- Sa Majesté des Mouches de Peter Brook
- La Porte du paradis de Michael Cimino, en version longue et remasterisée
- Coffrets Douglas Sirk : le maître du mélodrame (volumes 1, 2 et 3)
- Collection R. W. Fassbinder - l'essentiel
- Coffrets Yasujiro Ozu (volumes 1 et 2)